# Rekord świata (film)
Rekord świata – polski film obyczajowy z 1977 roku.

## Opis fabuły
Pływak Michał bije na zawodach rekord świata, ale zamiast odnosić następne sukcesy nie wytrzymuje "ciśnienia". Przestaje się uczyć, nie uczęszcza na treningi, zaczyna pić. Kiedy naraża się działaczom - usuwają go z życia sportowego. Michała dopada choroba, na skutek której amputowano mu nogę. Mimo to nie załamuje się i za namową trenera uczestniczy w zawodach dla niepełnosprawnych. Fabuła filmu jest inspirowana losami Marka Petrusewicza.

## Obsada
- Marcin Troński – pływak Michał
- Grażyna Staniszewska – działaczka sportowa
- Jan Pietrzak – Kazimierz Abramowski, trener Michała
- Wojciech Wiszniewski – działacz sportowy, organizator zawodów dla niepełnosprawnych
- Czesław Mroczek – dozorca Walicki
- Alfred Freudenheim – prezes
- Jolanta Skubniewska(inne języki) – ciotka Michała
- Beata Lewandowska(inne języki) – druhna na obozie harcerskim
- Zdzisław Szymborski – działacz sportowy